# Calvin Pickard
Calvin Pickard (* 15. April 1992 in Moncton, New Brunswick) ist ein kanadischer Eishockeytorwart, der seit Juli 2022 bei den Edmonton Oilers in der National Hockey League unter Vertrag steht. Zuvor war er in der NHL bereits für die Colorado Avalanche, Toronto Maple Leafs, Philadelphia Flyers, Arizona Coyotes und Detroit Red Wings aktiv. Sein älterer Bruder Chet Pickard ist ebenfalls professioneller Eishockeytorwart.

## Karriere

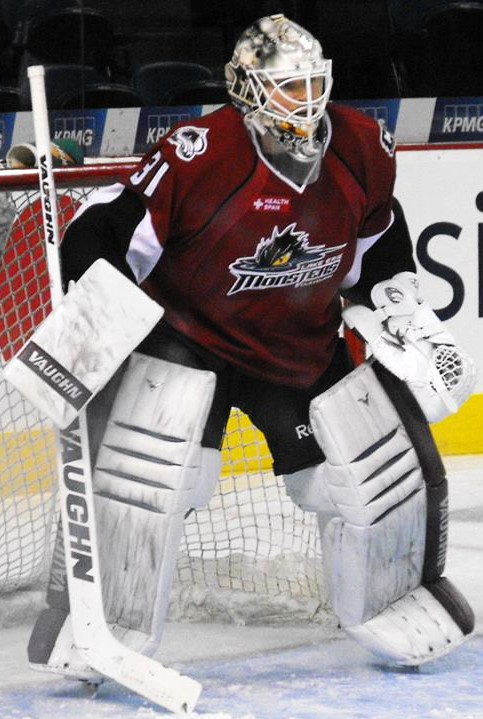
Pickard im Trikot der Lake Erie Monsters (2013)

### National
Pickard wurde beim Bantam Draft 2007 der Western Hockey League (WHL) in der zweiten Runde an 37. Position von den Seattle Thunderbirds ausgewählt. Nach einer weiteren Saison für ein Juniorenteam aus Winnipeg entschied er sich für einen Wechsel in die WHL und etablierte sich auf Anhieb als Stammtorwart der Thunderbirds. In der WHL-Saison 2008/09 erreichte Calvin Pickard auch zum einzigen Mal in seiner Major-Junior-Laufbahn mit seinem Team die WHL-Play-offs, schied dort aber bereits in der ersten Runde gegen die Spokane Chiefs aus. In der folgenden Saison kam Pickard für die Thunderbirds in 62 von 68 Partien zum Einsatz. Obwohl Seattle zu den schlechtesten Teams der Liga gehörte und Pickard nur 16 Siege mit seiner Mannschaft erreichte, schloss er die Saison mit einer Fangquote von 91,4 % ab und wurde auf Grund dieser Leistung in das WHL West First All-Star-Team gewählt.
Beim NHL Entry Draft 2010 wurde Calvin Pickard in der zweiten Runde an 49. Position von der Colorado Avalanche selektiert. In der WHL-Saison 2010/11 absolvierte er alle 68 Spiele für die Thunderbirds und erreichte dabei eine Fangquote von 91,6 % und 27 Siege sowie eine Nominierung in das WHL West Second All-Star-Team. Im Anschluss an diese Spielzeit unterschrieb er am 25. März 2013 einen dreijährigen Einstiegsvertrag bei der Colorado Avalanche. Anschließend kehrte er für eine vierte Saison in die Western Hockey League zurück und kam in der Spielzeit 2011/12 in 64 Partien für Seattle zum Einsatz.
In seinen vier Spielzeiten in der Western Hockey League stellte Calvin Pickard mit insgesamt 14.025 Minuten und 7.727 gehaltenen Schüssen zwei WHL-Rekorde auf; zusätzlich kam er in 241 von 288 möglichen Spielen zum Einsatz – vier Partien weniger als Rekordhalter Kurtis Mucha, der von 2005 bis 2010 für die Portland Winterhawks und die Kamloops Blazers aktiv war.
Im Anschluss an seine WHL-Karriere wurde Pickard in Colorados Farmteam Lake Erie Monsters aus der American Hockey League (AHL) berufen. In seiner ersten Saison als Profi kam er in 47 AHL-Partien für die Monsters zum Einsatz und erreichte dabei 20 Siege sowie eine Fangquote von 91,8 %. In der Saison 2014/15 debütierte Pickard im Tor der Colorado Avalanche und kam dort in 16 Spielen auf eine Fangquote von 93,2 %. Im Juni 2017 wurde er im NHL Expansion Draft 2017 von den Vegas Golden Knights ausgewählt. Diese gaben den Kanadier allerdings bereits im Oktober 2017 an die Toronto Maple Leafs ab und erhielten im Gegenzug Tobias Lindberg sowie ein Sechstrunden-Wahlrecht im NHL Entry Draft 2018. In Toronto wurde er hauptsächlich bei den Marlies eingesetzt und gewann mit dem Team in den AHL-Playoffs 2018 den Calder Cup. In der folgenden Saisonvorbereitung sollte er im Oktober 2018 über den Waiver abermals in die AHL geschickt werden, wobei ihn jedoch die Philadelphia Flyers verpflichteten. Nach elf Einsätzen in Philadelphia gelangte der Kanadier im November 2018 über den gleichen Weg zu den Arizona Coyotes. Dort beendete er die Saison und wechselte anschließend im Rahmen eines Zweijahresvertrages zu den Detroit Red Wings. Die Off-Season vor der Spielzeit 2020/21 verbrachte er bei den Vienna Capitals, für die er sechs Partien in der österreichischen Eishockey-Liga bestritt.
Nach letztlich drei Jahren bei den Red Wings wechselte Pickard im Juli 2022 als Free Agent zu den Edmonton Oilers. In den Playoffs 2024 erreichte er mit den Oilers das Finale um den Stanley Cup, unterlag dort allerdings den Florida Panthers mit 3:4. Gleiches geschah am Ende der Playoffs 2025, als Edmonton mit 2:4 erneut an den Panthers scheiterte.

### International
Calvin Pickard vertrat sein Heimatland mit der kanadischen Nationalmannschaft erstmals bei der U18-Junioren-Weltmeisterschaft 2010. Bei diesem Turnier kam er in sechs Partien zum Einsatz und verpasste mit seiner Mannschaft mit einem siebten Platz die Medaillenränge.
Für die A-Nationalmannschaft Kanadas debütierte er bei der Weltmeisterschaft 2016, wobei er mit dem Team die Goldmedaille gewann und hinter Cam Talbot als zweiter Torwart auf zwei Einsätze kam. Bei der WM 2017 folgte der Gewinn der Silbermedaille.

## Erfolge und Auszeichnungen
| - 2010 Teilnahme am CHL Top Prospects Game - 2010 WHL West First All-Star Team - 2011 WHL West Second All-Star-Team | - 2018 Calder-Cup-Gewinn mit den Toronto Marlies - 2018 Harry „Hap“ Holmes Memorial Award (gemeinsam mit Garret Sparks) |

### International
- 2016 Goldmedaille bei der Weltmeisterschaft
- 2017 Silbermedaille bei der Weltmeisterschaft

## Karrierestatistik
Stand: Ende der Saison 2024/25

### International
Vertrat Kanada bei:
- U18-Junioren-Weltmeisterschaft 2010
- Weltmeisterschaft 2016
- Weltmeisterschaft 2017

(Legende zur Torhüterstatistik: GP oder Sp = Spiele insgesamt; W oder S = Siege; L oder N = Niederlagen; T oder U oder OT = Unentschieden oder Overtime- bzw. Shootout-Niederlage; Min. = Minuten; SOG oder SaT = Schüsse aufs Tor; GA oder GT = Gegentore; SO = Shutouts; GAA oder GTS = Gegentorschnitt; Sv% oder SVS% = Fangquote; EN = Empty Net Goal; 1 Play-downs/Relegation; Kursiv: Statistik nicht vollständig)